# 帕米爾語言
帕米爾語言（Pamir languages）是伊朗東部語言的一個區域分佈的語言。帕米爾語言主要分佈在帕米爾高原、噴赤河，以及噴赤河支流沿岸的許多人都使用此種語言。
在 19 世紀和 20 世紀初，帕米爾語言有時被西方學者稱為「加爾查語言」（Ghalchah languges）。目前加爾查語言一詞不再用於指代帕米爾語，或這些語言的母語使用者。在中国，色勒库尔语及瓦罕语被统称为“塔吉克语”，与塔吉克斯坦所称的“塔吉克语”（指达里语）意义不同。
在帕米爾語言研究方面最多產的研究人員之一是蘇聯時期的語言學家伊万·伊万諾維奇·扎魯賓。

## 分类

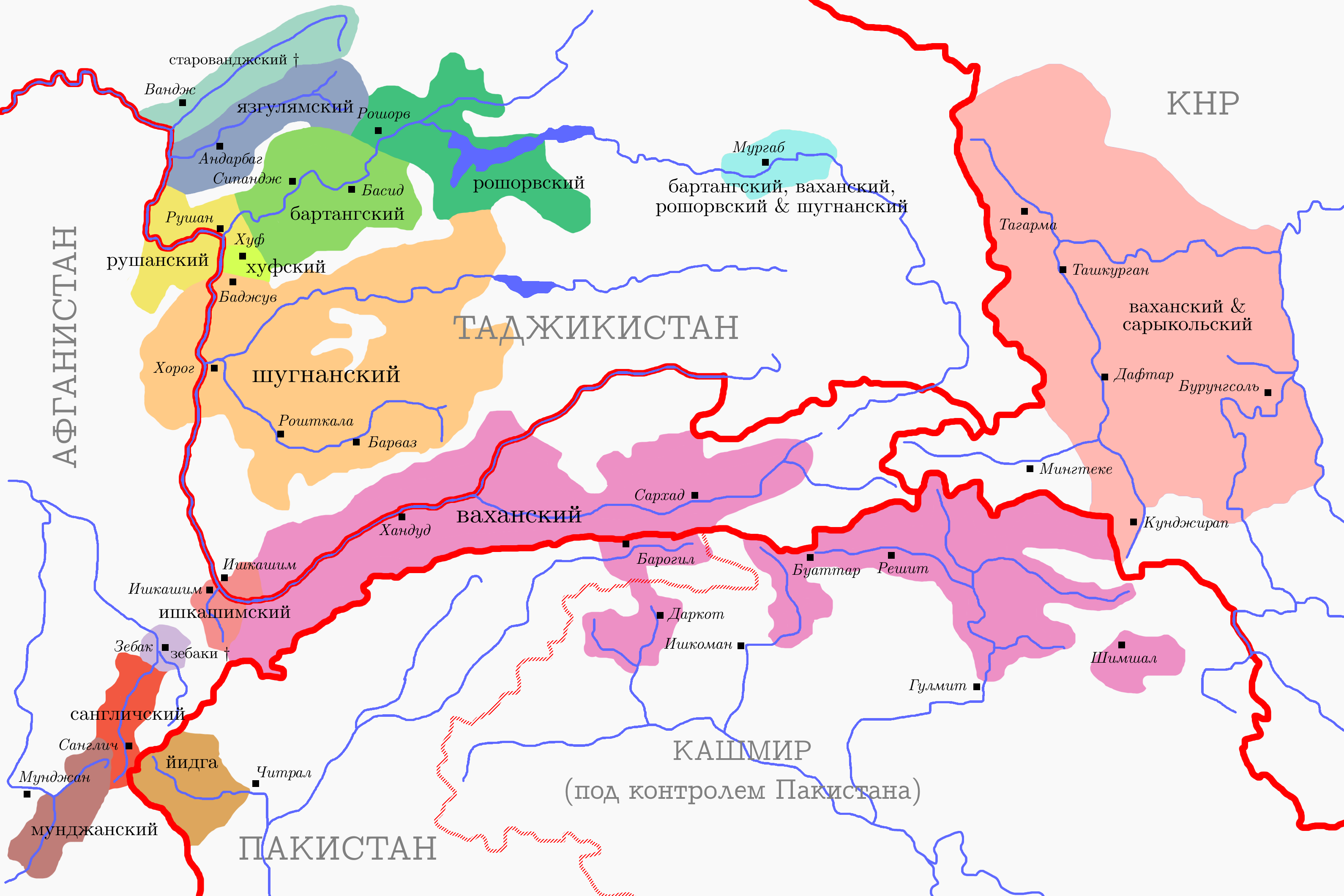
帕米尔诸语分布图

- 舒格南-雅兹古拉姆语组（Shugni-Yazgulami）
  - 舒格南语组（Shughni group）
    - 舒格南语（Shughni）
    - 色勒库尔语（Sarikoli）

  - 雅兹古伦语 （Yazgulami）
- 桑格列奇-伊什卡西姆语组（Sanglechi-Ishkashimi）
  - 桑格列奇语（Sanglechi）
  - 伊什卡西姆语（Ishkashimi）
- 依德哈-门吉语组（Yidgha-Munji）
  - 依德哈语（英语：Yidgha language）
  - 门吉语 （Munji）
- 瓦罕语（Wakhi）

## 參閱
- 瓦罕地區（英语：Wakhan）

## 外部連結
- Ethnolinguistic map of Tajikistan
- Ishkashimi story with English translation （页面存档备份，存于）
- Ishkashimi-English Vocabulary List, also featuring words from other Pamir languages added for comparison （页面存档备份，存于）
- English-Ishkashimi- Zebaki-Wakhi-Yazghulami Vocabulary （页面存档备份，存于）
- A Short List of Yazghulami Words （页面存档备份，存于）
- Grierson G. A. Ishkashmi, Zebaki, and Yazghulami, an account of three Eranian dialects. (1920)